# Mitino (metropolitana di Mosca)
Mitino (in russo:Митино) è una stazione della Linea Arbatsko-Pokrovskaja, la linea 3 della Metropolitana di Mosca. È stata inaugurata il 26 dicembre 2009 e fino al 28 dicembre 2012, data di apertura di Pjatnickoe Šosse, è stata il capolinea settentrionale della linea 3.